# Les Clouzeaux
Les Clouzeaux is een plaats en voormalige gemeente in het Franse departement Vendée (regio Pays de la Loire) en telt 2348 inwoners (2005). De plaats maakt deel uit van het arrondissement La Roche-sur-Yon. Les Clouzeaux is op 1 januari 2016 gefuseerd met de gemeente Aubigny tot de gemeente Aubigny-Les Clouzeaux.

## Geografie
De oppervlakte van Les Clouzeaux bedraagt 26,5 km², de bevolkingsdichtheid is 88,6 inwoners per km².
De onderstaande kaart toont de ligging van Les Clouzeaux met de belangrijkste infrastructuur en aangrenzende gemeenten.

## Demografie
Onderstaande figuur toont het verloop van het inwonertal.